# هيروكي كاوانو
هيروكي كاوانو (باليابانية: 河野 広貴) (30 مارس 1990 في ساغاميهارا في اليابان – )؛ هو لاعب كرة قدم ياباني سابق كان يلعب كلاعب وسط.

## وصلات خارجية
- هيروكي كاوانو على موقع الاتحاد الدولي (مؤرشف)  (الإنجليزية)
- هيروكي كاوانو على موقع رابطة كرة القدم اليابانية للمحترفين (اليابانية)
- هيروكي كاوانو على موقع إي إس بي إن إف سي (الإنجليزية)
- هيروكي كاوانو على موقع قاعدة بيانات كرة القدم.إي يو (الإنجليزية)
- هيروكي كاوانو على موقع Soccerway.com (الإنجليزية)
- هيروكي كاوانو على موقع عالم كرة القدم.نت (الإنجليزية)
- هيروكي كاوانو على موقع كووورة